# Rosso veneziano (film)
Rosso veneziano (titolo alternativo Piccoli delitti veneziani o anche Venezia rosso sangue) è un film del 1989 diretto da Étienne Périer, un giallo che tratta di un'intricata serie di delitti brutali avvenuti nel cuore della Venezia del XVIII secolo che il giovane Carlo Goldoni, assieme agli amici Antonio Vivaldi e Giambattista Tiepolo, cerca di risolvere.

## Trama
Nella Venezia del 1735, durante il carnevale si verifica una serie di delitti. Di questi crimini viene sospettato il ventottenne Carlo Goldoni, il quale però, grazie all'aiuto degli amici Antonio Vivaldi e Giambattista Tiepolo, smaschera il vero colpevole e quindi si salva.

## Colonna sonora
Sono utilizzate musiche di Antonio Vivaldi, dirette dai Solisti Veneti.